# London Mozart Players
Le London Mozart Players, fondé en 1949, est l'un des principaux orchestres de chambre anglais. Depuis 1989, il est en résidence à Croydon (banlieue de Londres).

## Historique
Fondé en 1949 par le violoniste et chef d'orchestre Harry Blech, l'ensemble est aujourd'hui le plus ancien orchestre de chambre d'Angleterre. Il s'est spécialisé très tôt dans l'interprétation des œuvres de Mozart, Haydn, Schubert, Beethoven et de leurs contemporains.
À l'instar de l'Academy of St Martin-in-the-Fields longtemps dirigé par Neville Marriner, l'orchestre joue sur instruments modernes. Depuis 1989, il est en résidence à Fairfield Halls (Croydon).
L'orchestre, qui se produit à travers toute la Grande-Bretagne, a fait ses débuts devant le public viennois de la prestigieuse salle de concert du Musikverein en 1996, puis au Festival de Salzbourg en 2003.
L'effectif de l'ensemble varie entre 19 et 45 instrumentistes en fonction des programmes joués. Le répertoire de l'orchestre, outre les piliers Mozart et Haydn, s'étend des classiques à la musique contemporaine.
Howard Shelley est directeur musical des London Mozart Players depuis 2015 et Jonathan Bloxham chef en résidence et conseiller artistique de l'orchestre depuis 2022.
En 2025, Jonathan Bloxham est nommé chef principal de la formation.

## Directeurs musicaux
Comme directeurs musicaux de l'orchestre se sont succédé, :
- Harry Blech (1949–1984) ;
- Jane Glover (1984–1992) ;
- Matthias Bamert (1992–2000) ;
- Andrew Parrott (2000–2006) ;
- Gérard Korsten (en) (2010–2014) ;
- Howard Shelley (depuis 2015).

## Répertoire
Avec Jane Glover, des cycles consacrés aux œuvres de Mozart et Haydn ont remporté de vifs succès critiques.
Aujourd'hui, Matthias Bamert a achevé l'enregistrement de disques consacrés aux symphonies de contemporains de Mozart (dont certains en première mondiale) :
Carlos Baguer, Christian Cannabich, Muzio Clementi, Adalbert Gyrowetz, Michael Haydn, William Herschel, Franz Anton Hoffmeister, François-Joseph Gossec, Leopold Anton Kozeluch, Franz Krommer, Josef Myslivecek, Václav Pichl, Ignace Pleyel, Antonio Rosetti, Antonio Salieri, Carl Stamitz, Jean-Baptiste Vanhal, Samuel Wesley et Paul Wranitzky.
Après les concertos pour piano, le chef d'orchestre et pianiste Howard Shelley poursuit un cycle consacré aux œuvres de Johann Nepomuk Hummel, avec là aussi de nombreuses premières au disque (dont la musique du ballet le Carillon magique). On peut également citer son intégrale réussie des concertos pour piano du compositeur irlandais John Field.

## Créations
Le London Mozart Players est le créateur de plusieurs œuvres, d'Alun Hoddinott (Divertimento for Orchestra, 1969 ; French Suite for Small Orchester, 1977), Gordon Jacob, William Mathias (en), Paul Patterson, Alan Rawsthorne, Gerard Schurmann (Variants, 1971), Malcolm Williamson et John Woolrich (Concerto pour orchestre, 1999), notamment.

### Autres orchestres londoniens
- Orchestre symphonique de Londres (London Symphony Orchestra)
- Orchestre philharmonique de Londres (London Philharmonic Orchestra)
- Orchestre philharmonique royal (Royal Philharmonic Orchestra)
- Orchestre Philharmonia
- English Chamber Orchestra
- Orchestre symphonique de la BBC
- Orchestre de l'âge des Lumières (Orchestra of the Age of Enlightenment)
- Academy of St Martin in the Fields